# Port lotniczy Adi Ugri
Port lotniczy Adi Ugri (ICAO: HHAU) – port lotniczy położony w Mendeferze (dawniej Adi Ugri) w Erytrei.